# Памятник Данилу Галицкому (Тернополь)
Памятник Данилу Галицкому (укр. Пам'ятник Данилові Галицькому) — монумент Галицко-Волынскому князю Даниле Галицкому, установленный в 2002 году в центре города Тернополя на площади Свободы.

## История
11 ноября 1935 года на площади открыт первый в тогдашней Польше памятник маршалу Пилсудскому. 6 января 1940 года по приказу советской власти памятник демонтировали, а после Второй мировой войны на этом месте стоял памятник Владимиру Ленину, который был демонтирован 8 августа 1990 года.
Идея установить памятник Данилу Галицкому возникла по случаю празднования памятной даты 800-летия со дня рождения первого короля Руси. Монумент был открыт 5 октября 2002 года.
Авторы: скульптор — Борис Рудий, архитектор — Александр Мищук.
В 2015 году вокруг памятника установили четыре прожектора, которые подсвечивают его со всех сторон. В 2016 году была произведена реставрация гранитных плит основания памятника.

## Описание
Князь изображен в образе воина в простых доспехах. Он сидит на буланом коне, занесшем ногу в дальнейшем шаге, в правой руке держит опущенный меч, в левой — щит. Вокруг памятника оформлено подножие цветниками.
На постаменте выбита надпись:
ДАНИЛО ГАЛИЦЬКИЙ